# Värmlandsbergs landskommun
Värmlandsbergs landskommun var en tidigare kommun i Värmlands län.

## Administrativ historik
Kommunen bildades vid kommunreformen 1952 genom sammanläggning av kommunerna Brattfors, Gåsborn, Färnebo och Nordmark.
Den gick år 1971 upp i den då nybildade Filipstads kommun.
Kommunkoden var 1706.

### Kyrklig tillhörighet
I kyrkligt hänseende tillhörde kommunen församlingarna Brattfors, Gåsborn, Färnebo och Nordmark.

## Kommunvapnet
Blasonering: I rött fält en mulltimmershytta av silver.
Detta vapen fastställdes 1945 av Kungl Maj:t för Färnebo landskommun och övertogs av Värmlandsberg efter sammanläggningen 1952. Bilden kommer från ett sigill tillhörigt Filipstads Bergslags masmästarämbete.

## Geografi
Värmlandsbergs landskommun omfattade den 1 januari 1952 en areal av 1 235,19 km², varav 1 113,57 km² land.

### Tätorter i kommunen 1960
| Tätort   | Folkmängd |
| -------- | --------- |
| Persberg | 651       |
| Nordmark | 344       |

Tätortsgraden i kommunen var den 1 november 1960 18,8 procent.

## Politik

### Mandatfördelning i valen 1950-1966
| 3 | 28 | 2 | 5 | 2 |

| 38 |

| 3 | 25 | 3 | 5 | 4 |

| 37 |

| 3 | 27 | 3 | 3 | 4 |

| 35 |

| 3 | 29 | 3 | 3 | 2 |

| 35 |

| 4 | 21 | 5 | 3 | 2 |

| 30 | 5 |